# Paracerocephala hirta
Paracerocephala hirta är en stekelart som beskrevs av Karl-Johan Hedqvist 1969. Paracerocephala hirta ingår i släktet Paracerocephala och familjen puppglanssteklar. Inga underarter finns listade i Catalogue of Life.